# Morris Oxford
Der Name Morris Oxford wurde von der Morris Motor Company für eine Reihe von Auto-Modellen benutzt, beginnend mit dem „Bullnose“-Modell 1913 bis zum Morris Oxford Series VI, dessen Produktion 1971 eingestellt wurde.

## Oxford (Bullnose) (1913–1915)
Das erste Auto von William Morris wurde nach dessen Heimatstadt Morris Oxford genannt. Es war ein Kleinwagen mit einem seitengesteuerten 4-Zylinder-Motor mit 1018 cm³ Hubraum, 15 bhp (11 kW) Leistung, und festem Zylinderkopf. Er wurde von White & Poppe zugeliefert. Die Zündung arbeitet mit einem Bosch-Magneten.
Das Fahrgestell war ein Leiterrahmen aus Pressstahl; die Vorderräder waren an halbelliptischen Blattfedern aufgehängt, die Hinterräder an 3/4-elliptischen Blattfedern. Die Bremsen (nur an den Hinterrädern) waren Außenbackenbremsen. Es wurde ein Getriebe mit 3 Vorwärtsgängen und einem Rückwärtsgang eingebaut. Die Scheinwerfer wurden mit Acetylen betrieben, die Positionslampen und Rücklichter mit Lampenöl.
Den Namen „Bullnose“ (Stiernase) bekam das Fahrzeug wegen seines oben abgerundeten Kühlers. Die meisten Karosserien waren 2-sitzige Tourer.

## Oxford (1919–1926)
Der Morris Oxford von 1919 war eine Luxusausführung des Morris Cowley. Er hatte einen ähnlichen Kühler wie das Vorkriegsmodell „Bullnose“, aber etwas größer. Der Motor mit 1548 cm³ Hubraum wurde von der britischen Niederlassung der französischen Firma Hotchkiss et Cie in Coventry für Morris gefertigt, und das wesentlich preisgünstiger als White & Poppe. (Morris kaufte die britische Niederlassung 1923 und änderte den Namen in „Morris Motorenbau“.) 1923 wurde der Hubraum auf 1802 cm³ vergrößert.
Der Oxford unterschied sich vom Modell Cowley durch eine bessere Elektroanlage und Lederpolsterung. 1925 bekam er ein längeres Fahrgestell und Vierradbremsen, um ihn stärker vom Cowley zu unterscheiden. Dieses Oxford-Modell wurde die Basis für den ersten MG, den 14/28 Super Sports. Die geschlossenen Karosserien wurden in den 1920er-Jahren in erster Linie von Chalmer & Hoyer zugeliefert.
Eine kurzlebige 6-Zylinder-Variante, der Morris Oxford Six (F-Type) wurde 1920 angekündigt und war theoretisch bis 1926 verfügbar. Der Motor mit 2320 / 2355 cm³ Hubraum und 39 bhp (29 kW) erwies sich als unzuverlässig und so wurden nur wenige Autos verkauft. Obwohl das Auto um 230 mm länger war als der Vierzylinder, stand der gesamte zusätzliche Platz nicht den Passagieren, sondern nur dem Motor, zur Verfügung.

## Oxford (Flatnose) (1926–1930) und Six (1929–1933)

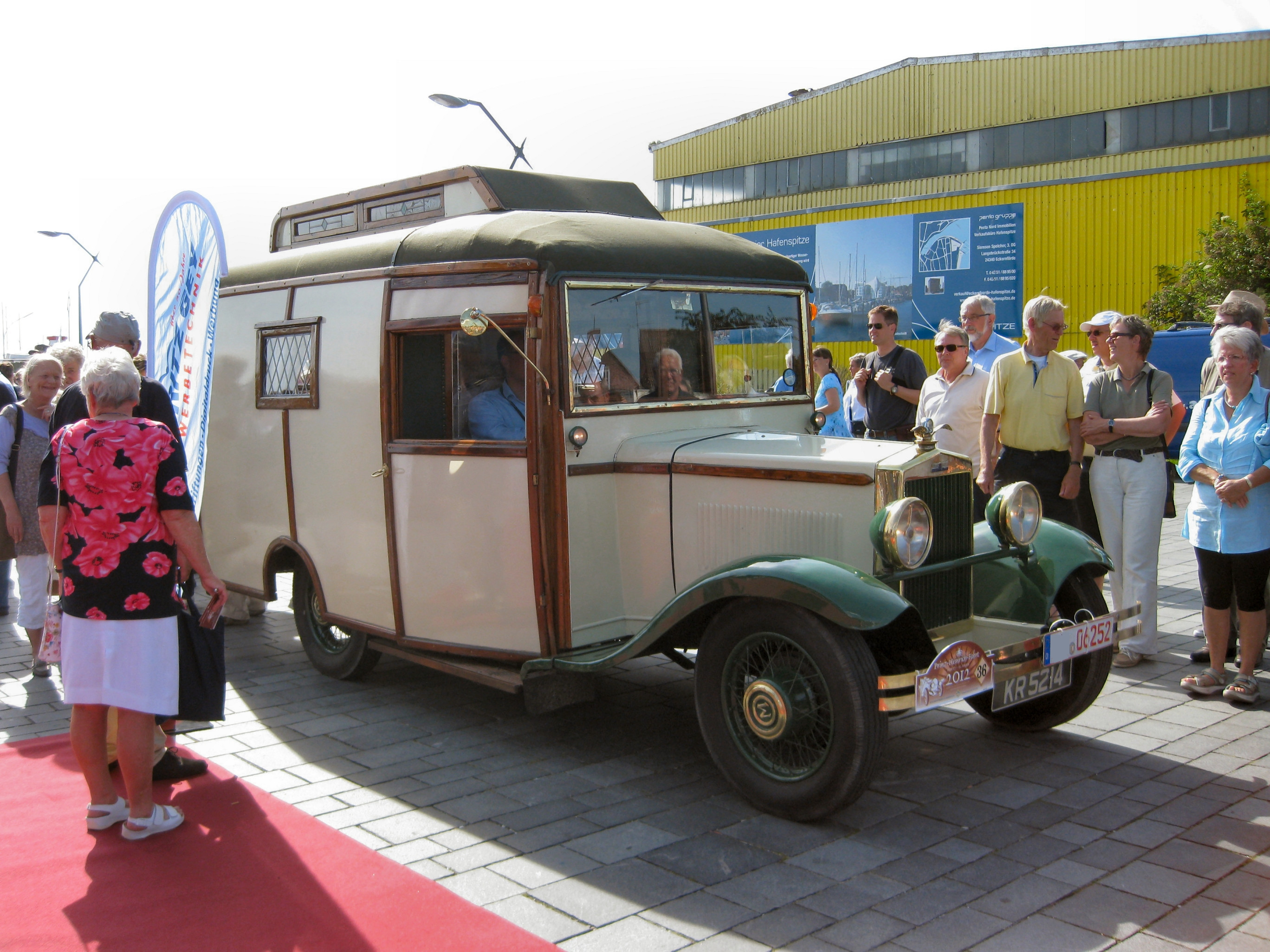
Oxford mit Wohnmobil-Aufbau (1930)

Der auffällige „Bullnose“-Kühler wurde 1926 abgeschafft, als eine überarbeitete Version des Autos herauskam. Das Motorenangebot blieb gleich, aber es gab etliche neue Karosserien, auch eine Ganzstahllimousine.
Eine 6-Zylinder-Version mit 1938 cm³ Hubraum, der Morris Oxford 6 Series LA wurde von 1929 bis 1933 hergestellt und war sehr viel erfolgreicher als die Version von 1920. Zusätzlich zum Tourer wurde eine Ganzstahllimousine und ein Auto mit Segeltuchkarosserie bis 1932 angeboten. Zu diesem Zeitpunkt wurden der Tourer und die Segeltuchkarosserie eingestellt und ein Coupé eingeführt.
Ab 1932 erhielt das Getriebe einen 4. Gang und der Hubraum des Morris Oxford 6 Series Q wuchs auf 2062 cm³.

## Oxford Sixteen & Twenty (1934–1935)
Ein vollkommen neues Auto wurde für 1934 angekündigt. Es hatte einen kräftigeres Fahrgestell mit weicher Aufhängung des 2062 cm³-Motors. Das Getriebe erhielt eine Synchronisierung. Anfangs behielt der Wagen den Namen Oxford 6, aber ab 1935 hieß er Morris Oxford 16 und bekam den Morris Oxford 20 zur Seite gestellt.
1935 wurde er durch den Morris Fourteen, den Morris Sixteen und den Morris Eighteen abgelöst. Der Name „Oxford“ verschwand bis 1948.

## Oxford MO (1948–1954)
Nach dem Zweiten Weltkrieg wurde der Morris Oxford MO Nachfolger des Morris Ten. Er wurde von 1948 bis 1954 hergestellt. Mit gleicher Karosserie wurden auch der Wolseley 4/50 geliefert.
Morris führte mit dem Oxford MO und dem ähnlich konstruierten Morris Minor die selbsttragende Karosserie ein. Beide waren von Alec Issigonis entworfen. Vielfach wird er nicht als echte selbsttragende Konstruktion angesehen. Die Drehstabfederung war eine weitere Neuerung, und alle 4 Räder waren mit Bremstrommeln mit 200 mm Durchmesser ausgestattet. Der Antrieb aber war ein Rückschritt gegenüber dem Vorkriegsmodell Ten: Der Vierzylinder-Reihenmotor war seitengesteuert, hatte also nicht hängende Ventile wie der Motor des vorangegangenen Modells. Mit 1476 cm³ Hubraum und einer Leistung von 40,5 bhp (30 kW) beschleunigte er das Auto bis auf 116 km/h. Es hatte ein 4-Gang-Getriebe mit Lenkradschaltung und Schneckenlenkung.
Der MO wurde als 4-türige Limousine und als 3-türiger Kombi, jeweils mit 4 Sitzen, angeboten. 1954 wurde er durch den Oxford Series II abgelöst.
Eine 6-Zylinder-Version wurde als Morris Six MS / Wolseley 6/80 verkauft.

## Oxford Series II (1954–1956)
Nach der Fusion von Austin und Morris zur British Motor Corporation bekam der Oxford den Vierzylinder-Reihenmotor der B-Serie, der bei Austin entworfen worden war. Die moderne Maschine mit 1489 cm³ Hubraum entwickelte 50 bhp (37 kW) und bescherte dem Morris Oxford eine Höchstgeschwindigkeit von 119 km/h. Es gab immer noch Trommelbremsen an allen 4 Rädern, aber mit 230 mm Trommeldurchmesser.
Das Fahrzeug sah nun weniger dem Morris Minor ähnlich, doch die Familienähnlichkeit der runden Karosserie war noch sichtbar. Es gab wieder zwei 4-Sitzer, eine 4-türige Limousine und einen 3-türigen Kombi. Die Wagen verkauften sich gut und 1956 erschien die III. Serie.
Es gab auch wieder eine Version mit Sechszylindermotor, den Morris Isis.

## Oxford Series III (1956–1959)
1956 wurde der Oxford überarbeitet und bekam Zweifarbenlackierung und eine Karosserie mit Heckflossen. Die Maschine lieferte nun 55 bhp (40 kW), Höchstgeschwindigkeit und Beschleunigung blieben aber gleich. Es gab wahlweise ein Automatikgetriebe. Der Series III -„Woody“-Kombi wurde 1957 durch den der IV. Serie ersetzt; die Limousine blieb bis zur Einführung des von Pininfarina entworfenen Modell der V. Serie 1959 in Produktion. Insgesamt wurden 58.117 Wagen der III. und IV. Serie hergestellt.
Dieses Auto war die Basis für den Hindustan Ambassador, der bis Mai 2014 in Indien gebaut wurde.

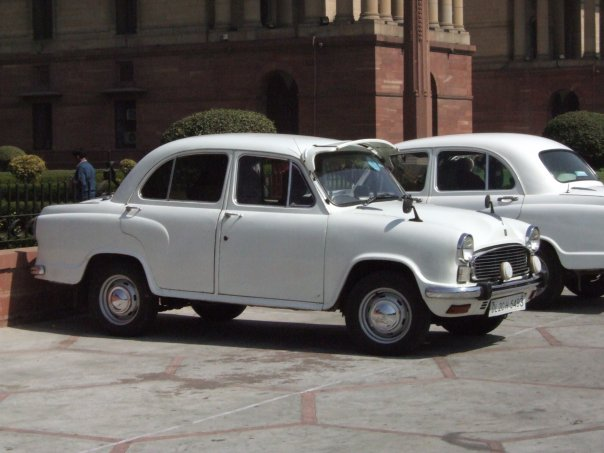
Der indische Hindustan Ambassador basiert auf dem Morris Oxford Serie III

## Oxford Series IV (1957–1960)
Den Morris Oxford Series IV gab es nur als Kombi. Die Ganzstahlvariante ersetzte den „Woody“ der III. Serie, war aber im Styling ähnlich. Sie wurde 1957 eingeführt und zusammen mit dem Oxford der V. Serie bis 1960 hergestellt.

## Oxford Series V (1959–1961)
1959 wurden die Karosserien aller Mittelklassewagen der BMC-Gruppe im Rahmen des Projekts ADO9 vereinheitlicht. Alle Wagen erhielten die gleiche, von Pininfarina entworfene Karosserie, außer dem Morris Oxford noch der Wolseley 15/60 von 1958, der Riley 4/68 von 1959, der Austin A55 Cambridge und der MG Magnette Mark III. Die Fahrzeuge von Austin und Morris waren fast identisch, wurden aber an verschiedenen Standorten hergestellt. Die Unterschiede des Morris gegenüber dem Austin bestanden in größeren Heckflossen und anderen Rücklichtern. Innen wurden eine Sitzbank und ein besonderes Armaturenbrett eingebaut. Die 1,5 l - Maschine der B-Serie wurde weitergebaut und der Kombi der IV. Serie wurde im ersten Jahr noch verkauft. Es gab auch einen Kombi der Serie V. Insgesamt wurden 87.432 Oxfords der Serie V hergestellt.

## Oxford Series VI und Series VID (1961–1971)
Alle fünf von Pininfarina entworfenen Autos wurden 1961 überarbeitet. Es gab einen neuen Motor der B-Serie mit 1622 cm³ und ein neues Aussehen. Die Produkte von Austin und Morris hatten gestutzte Heckflossen unterschiedlicher Form (Die des Austin waren runder). Das Armaturenbrett des Morris blieb gleich, während der Austin eines aus Holzimitat bekam. Eine Version mit Dieselmotor (1489 cm³, 40 bhp / 29 kW) war als Taxi beliebt.
Die Morris-Automobile blieben bis 1971 in Produktion; es wurden 208.823 Stück gebaut. Die Oxford-Baureihe wurde durch den Morris Marina ersetzt.

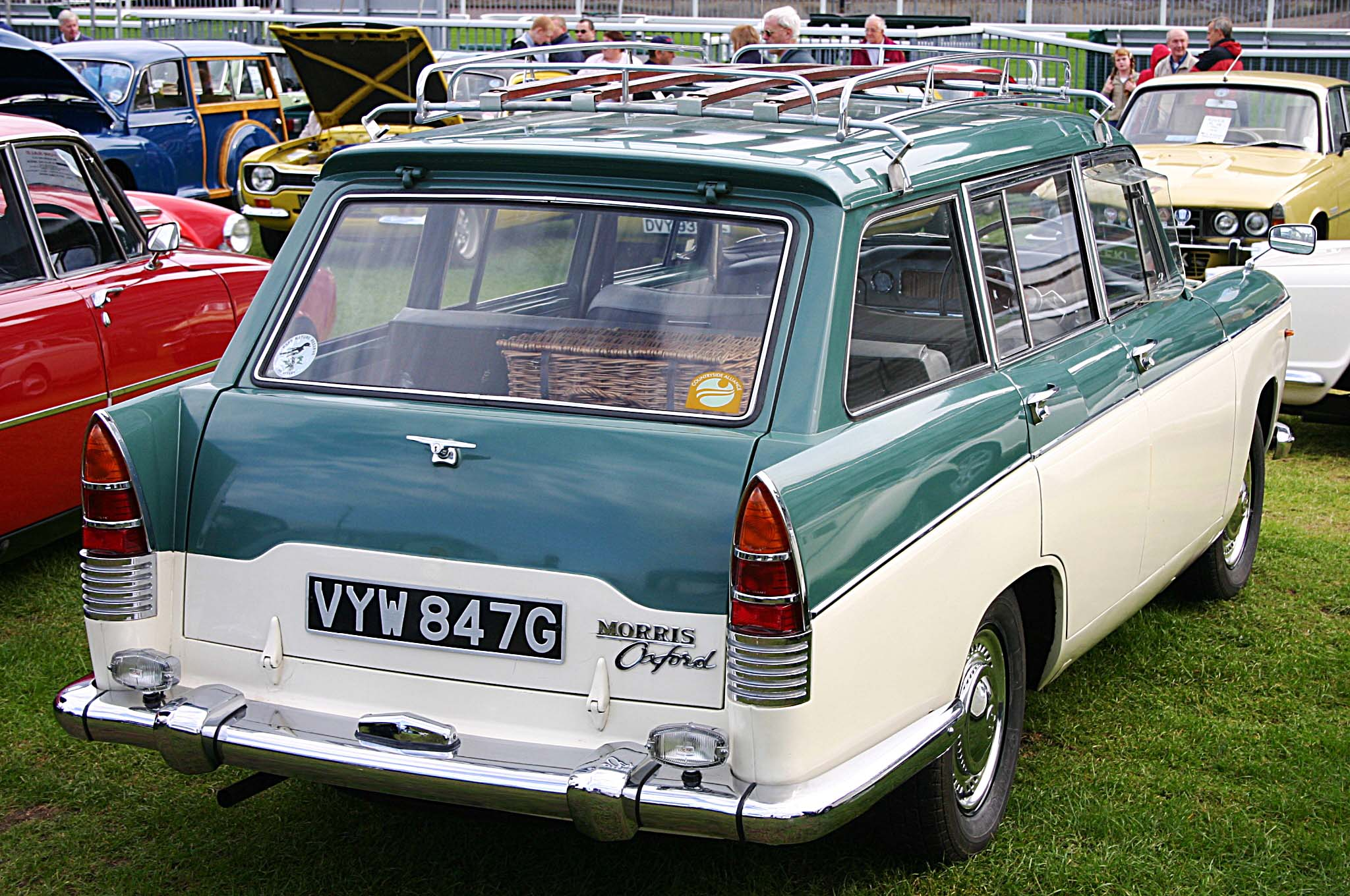
Morris Oxford Series VI Traveller (1968)